# Gauliga Niederschlesien
La Gauliga Niederschlesien fue la liga de fútbol más importante de la Provincia de Baja Silesia durante el periodo de la Alemania Nazi de 1941 a 1945.

## Historia
La liga fue creada en 1941 luego de que la Gauliga Schlesien se dividiera en dos Gauligas separadas a raíz de que Alemania Nazi hiciera una reorganización geopolítica luego de tomar el territorio de Polonia durante la Segunda Guerra Mundial.
La liga contó con la participación de diez equipos en su temporada inaugural, los cuales se enfrentaron todos contra todos a visita recíproca, en la que el campeón clasificaba a la fase nacional de la Gauliga y el peor equipo de la temporada descendía de categoría.
Para la temporada 1942/43 se mantuvo el mismo sistema, pero para la temporada 1943/44 cambió a uno de 36 equipos divididos en cinco grupos regionales, en donde el ganador de cada grupo jugaba un pentagonal para definir al campeón.
A causa de la Segunda Guerra Mundial, el fútbol fue cancelado en la región, provocando la caída de la Alemania Nazi y que la Unión Soviética tomara el control de la Provincia de Baja Silesia, regresando a Polonia los territorios que tomaron los nazis. La mayoría de los alemanes radicados en la zona dejaron Silesia y los equipos de fútbol creados desaparecieron, aunque una pequeña parte de Silesia que no fue anexada a Polonia se integró al estado federal de Sajonia.

## Equipos Fundadores
Estos fueron los diez equipos que disputaron la temporada inaugural de la liga en 1941/42:
| - SpVgg Breslau 02 - LSV Reinicke Brieg - WSV Liegnitz - Hertha Breslau - FV Breslau 06 | - Alemannia Breslau - Reichsbahn Oels - Tuspo Liegnitz - DSV Schweidnitz - Gelb-Weiß Görlitz |

## Lista de Campeones
| Temporada | Campeón            | Finalista          |
| --------- | ------------------ | ------------------ |
| 1941-42   | SpVgg 02 Breslau   | LSV Reinecke Brieg |
| 1942-43   | LSV Reinecke Brieg | SpVgg 02 Breslau   |
| 1943-44   | STC Hirschberg     | SpVgg 02 Breslau   |

## Posiciones Finales 1942-44
| Club                   | 1942 | 1943 | 1944 |
| ---------------------- | ---- | ---- | ---- |
| SpVgg Breslau 02       | 1    | 2    | 1    |
| LSV Reinicke Brieg     | 2    | 1    | 2    |
| WSV Liegnitz           | 3    | 7    | 1    |
| Hertha Breslau         | 4    | 5    | 2    |
| FV Breslau 06          | 5    | 3    | 5    |
| Alemannia Breslau      | 6    | 9    | 3    |
| Reichsbahn Oels        | 7    | 10   | 6    |
| Tuspo Liegnitz         | 8    | 6    | 2    |
| DSV Schweidnitz        | 9    | 4    | 1    |
| Gelb-Weiß Görlitz      | 10   |      |      |
| Immelman Breslau       |      | 8    | 6    |
| STC Hirschberg         |      |      | 1    |
| Vorwärts Breslau       |      |      | 1    |
| Viktoria 95 Breslau    |      |      | 3    |
| Minerva 09 Breslau     |      |      | 4    |
| Union/Wacker Breslau   |      |      | 4    |
| VfB Breslau            |      |      | 5    |
| SC Jauer               |      |      | 3    |
| LSV Lüben              |      |      | 4    |
| LSV Sprottau           |      |      | 5    |
| SG Liegnitz            |      |      | 6    |
| TSV Haynau             |      |      | 7    |
| Preußen Glogau         |      |      | 8    |
| LSV Görlitz            |      |      | 2    |
| Laubaner SV            |      |      | 3    |
| SV Hoyerswerda         |      |      | 4    |
| STC Görlitz            |      |      | 5    |
| Kittlitztreben         |      |      | 6    |
| Preußen Altwasser      |      |      | 2    |
| Silesia Freiburg       |      |      | 3    |
| VfB Glatz              |      |      | 4    |
| Germania Weißenstein   |      |      | 5    |
| Waldenburg 09          |      |      | 6    |
| Sportfreunde Neurode   |      |      | 7    |
| Rot-Weiß Striegau      |      |      | 8    |
| Reichsbahn Dittersbach |      |      | 9    |
| NTSG Gottesburg        |      |      | 10   |